# Domenico Serafini
Domenico Serafini, O.S.B., italijanski rimskokatoliški duhovnik, škof in kardinal, * 3. avgust 1852, Rim, † 5. marec 1918.

## Življenjepis
21. oktobra 1877 je prejel duhovniško posvečenje.
5. junija 1896 je postal samostana Subiaca.
16. aprila 1900 je bil imenovan za nadškofa Spoleta in 16. maja istega leta je prejel škofovsko posvečenje.
6. januarja 1904 je postal apostolski delegat v Mehiki. 2. marca 1912 je bil imenovan za naslovnega nadškfoa Seleucia Pierie.
26. maja 1914 je bil povzdignjen v kardinala in imenovan za kardinal-duhovnika S. Cecilia.
26. januarja 1916 je bil imenovan za prefekta Kongregacije za zadeve verujočih in 24. marca istega leta za prefekta Kongregacije za propagando vere.